# Bill Justinussen
Kristian Bill Justinussen (født 27. august 1963 i Klaksvík, bosat i Glyvrar, Østerø) er en færøsk regnskabsfører og politiker (Miðflokkurin).

## Politisk karriere
Han var partiformand for Miðflokkurin 1997–1999, social- og sundhedsminister i Anfinn Kallsbergs anden regering 2002–2004, indvalgt til Lagtinget 2004–2019 og 2. vicerepræsentant til Lagtinget fra Eysturoy 1998–2004. Fra 2008-2019 var han medlem af Lagtingets finansudvalg. I september 2014 blev han valgt til formand for Vestnordisk råd.

### Modstander af at øge homoseksuelles rettigheder
Justinussen var en af de ledende modstandere af at inkludere hets mod homofile i Færøernes antidiskrimineringslov, og begrundede sit standpunkt med: «Det er meget vanskeligt at lovgive sig ud af holdninger som findes i befolkningen. Dette handler om, at der i ethvert menneske findes nogle holdninger og normer, som er gældende, og dette kan man ikke lovgive sig ud af.» Justinussen og Miðflokkurin og andre med samme holdning tabte sagen ved en lovændring i 2006. 
Når Miðflokkurin i 2011 blev et af regeringspartierne, fremsatte de som krav, at der ikke måtte ske ændringer indenfor de etiske sager, som f.eks. abortloven, som forbyder fri abort på Færøerne, alkoholloven måtte ikke liberaliseres og homoseksuelle måtte ikke få lov til at gifte sig. Ved Miðflokkurins landsmøde den 22. september 2014, blev det endvidere besluttet, at fastholde denne vetoret efter lagtingsvalget 2015, dvs. at hvis Miðflokkurin er med til at danne regering efter lagtingsvalget 2015, så skal de andre partier love, at de ikke stemmer for lovforslag som f.eks. tillader homoseksuelle at giftes.

## Uddannelse og erhverv
Justinussen har eksamen fra HD-kurset ved Føroya Handilsskúli, og har dermed en uddannelse som svarer til Graduate Certificate in Business Administration. Han har til daglig arbejdet som regnskabsfører og revisor. Justinussen sad i bestyrelsen for Landssjúkrahúsið 1989–1991 og i skolestyret for Runavíkar skúli 2001–2002.
Justinussen er gift, har tre børn, og bor i Glyvrar.

## Lagtingsudvalg
2008–2019 medlem af Finansudvalget
2004–2008 medlem af Justitsudvalget
2004–2008 medlem af Velfærdsudvalget